# Borgo metropolitano di Holborn
Il borgo metropolitano di Holborn fu un municipio metropolitano della vecchia contea di Londra esistito fra il 1900 e il 1965.

## Storia
L'autorità municipale fu istituita razionalizzando l’intricata geografia dell’area a nord della City, che racchiudeva più o meno interamente sei parrocchie e i distretti corrispondenti all’odierna Bloomsbury e alla Holborn storica, e fu subito sottoposto all'autorità provinciale del Consiglio della Contea di Londra. 
Esteso per 1,5 km², era la più minuscola realtà amministrativa londinese, e aveva una popolazione di 60.000 abitanti ad inizio Novecento e di 22.000 residenti nei primi anni Sessanta.
Il palazzo municipale era una vecchia biblioteca acquisita e riadattata nel 1894. Dopo la creazione della Grande Londra, l'area fu annessa dal borgo londinese di Camden, e il vecchio municipio fu venduto ai privati.